# Peter Doulman
Peter Doulman (ur. 19 marca 1957 w Bathurst) – australijski kierowca wyścigowy.

## Biografia
Jest synem rolników. Uczęszczał do szkoły podstawowej w bliskości Mount Panorama Circuit, co spowodowało jego zainteresowanie się sportami motorowymi. W wieku 11 lat dołączył do Bathurst Light Car Club.
Na początku lat 80. uzyskał tytuł inżyniera i podjął się rywalizacji w Australijskiej Formule 2. Ścigał się Avanti F2, jednak nie odnosił dobrych wyników w serii. W 1989 roku założył zespół M3 Motorsport i rozpoczął starty BMW M3 w Australian Endurance Championship oraz Australian Touring Car Championship. W 1993 roku wygrał pięć wyścigów w serii Australian 2.0 Litre Touring Car Championship i został jej mistrzem. Od 1995 roku rywalizował Holdenem Commodore, Fordem Falconem i Alfą Romeo 156 GTA.